# Syncephalis tenuis
Syncephalis tenuis är en svampart som beskrevs av Thaxt. 1897. Syncephalis tenuis ingår i släktet Syncephalis och familjen Piptocephalidaceae.   Inga underarter finns listade i Catalogue of Life.